# 卡斯拉米特

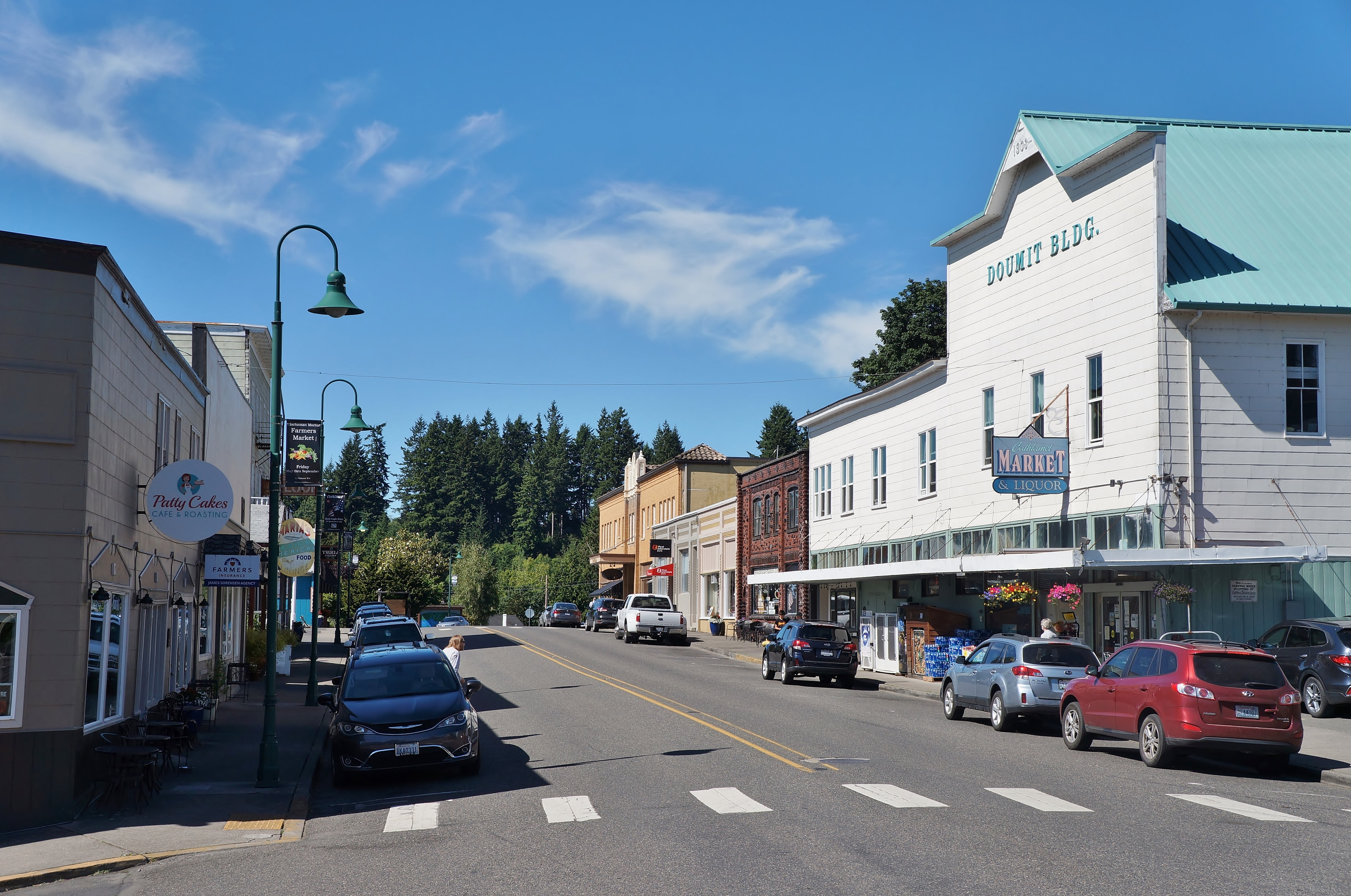
卡斯拉米特

卡斯拉米特（Cathlamet）位於美國華盛頓州沃凱亞庫姆縣，是該縣的縣治，人口532人。卡斯拉米特座落於哥倫比亞河北岸，河島普吉特島的北方。
1. ↑  . United States Census Bureau.   [December 19, 2012]. （原始内容存档于2021-07-09）.